# Sans crier gare!
Pour plus de détails, voir Fiche technique et Distribution.
Sans crier gare! (The Best Bad Man) est un western américain réalisé par John G. Blystone et écrit par Lillie Hayward. Le film met en vedette Tom Mix, Buster Gardner, Cyril Chadwick, Clara Bow, Tom Kennedy et Frank Beal. Le film est sorti le 29 novembre 1925 par Fox Film Corporation.

## Synopsis
Hugh Nichols est un homme riche mais fainéant qui n'a jamais pris la vie au sérieux jusqu'à ce qu'un occidental lui demande de terminer un barrage sur sa propriété qui a été promis par son père. et Cette construction est nécessaire pour une vingtaine de ranchs voisins. Comme Hugh a déjà envoyé de l'argent pour mener à bien ce projet, il décide d'enquêter par lui-même et se déguise en colporteur d'instruments de musique. Il découvre que son agent est un escroc, qui vole son propre argent et résiste à l'arrestation jusqu'à ce qu'il puisse être identifié. Entre-temps, il est tombé amoureux de Peggy, la chef des éleveurs. Plus tard, le méchant dynamite le barrage et Hugh sauve la jeune femme.

## Fiche technique
- Titre original : The Best Bad Man
- Réalisation : John G. Blystone
- Scénario : Lillie Hayward d'après Senor Jingle Bells de Max Brand[1]
- Production : Fox Film Corporation
- Distribution : Fox Film Corporation
- Durée : 50 minutes
- Date de sortie : 29 novembre 1925

## Distribution

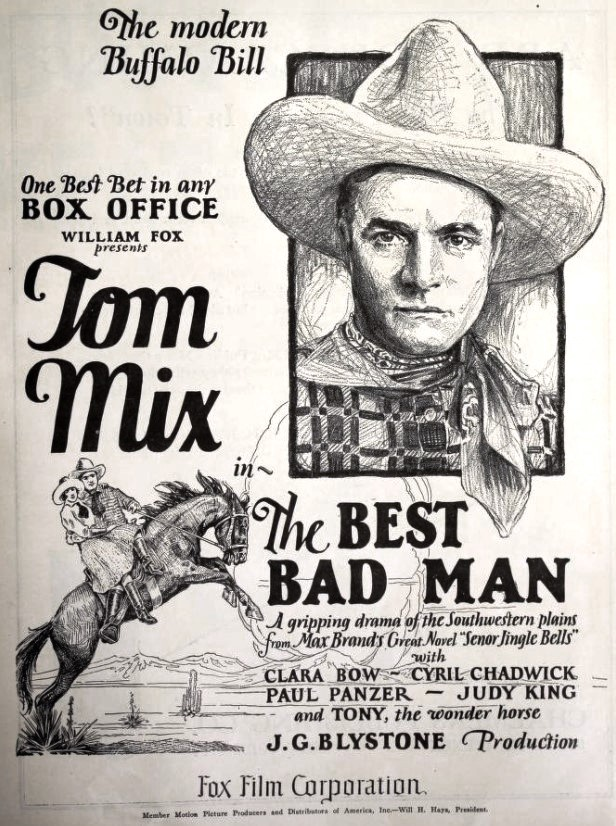
Annonce du film dans The Moving Picture World.

- Tom Mix : Hugh Nichols
- Buster Gardner : Hank Smith
- Cyril Chadwick : Frank Dunlap
- Clara Bow : Peggy Swain
- Tom Kennedy : Dan Ellis
- Frank Beal : Mr. Swain
- Judy King :Molly Jones
- Tom Wilson : Sam
- Paul Panzer : Sheriff